# Michael Imperioli
Michael Imperioli (Mount Vernon, Nova York, 26 de març de 1966) és un actor, escriptor, director i músic estatunidenc, conegut pel paper de Christopher Moltisanti a la sèrie de HBO The Sopranos (1999–2007), pel qual obtingué el Primetime Emmy. Premi al millor actor secundari en una sèrie dramàtica el 2004. Va adquirir reconeixement als primers anys de la seva carrera pel paper de Spider a Goodfellas (1990) de Martin Scorsese. Ha interpretat papers secundaris en pel·lícules com Jungle Fever (1991), Bad Boys (1995), The Basketball Diaries (1995), Shark Tale (2004) i The Lovely Bones (2009).
Imperioli també és guionista. Va coescriure el guió de Summer of Sam (1999) amb Spike Lee, i va escriure cinc episodis de The Sopranos, a més d'escriure i dirigir i el llargmetratge The Hungry Ghosts (2008).

## Primers anys
Imperioli va néixer a Mount Vernon (Nova York). És fill de Dan Imperioli, un conductor d'autobús i actor amateur, i Claire Imperioli, una treballadora de grans magatzems i també actriu amateur. Quan tenia onze anys, Imperioli i la seva família es varen traslladar a Brewster (Nova York). A l'institut, va començar a anar a veure obres de teatre de Broadway. Imperioli tenia previst assistir a un curs preparatori per a la carrera de medicina a la Universitat de Colúmbia, però va ser acceptat a la Universitat Estatal de Nova York a Albany. Poc abans de començar la universitat, es va matricular al Lee Strasberg Theatre and Film Institute per estudiar interpretació.

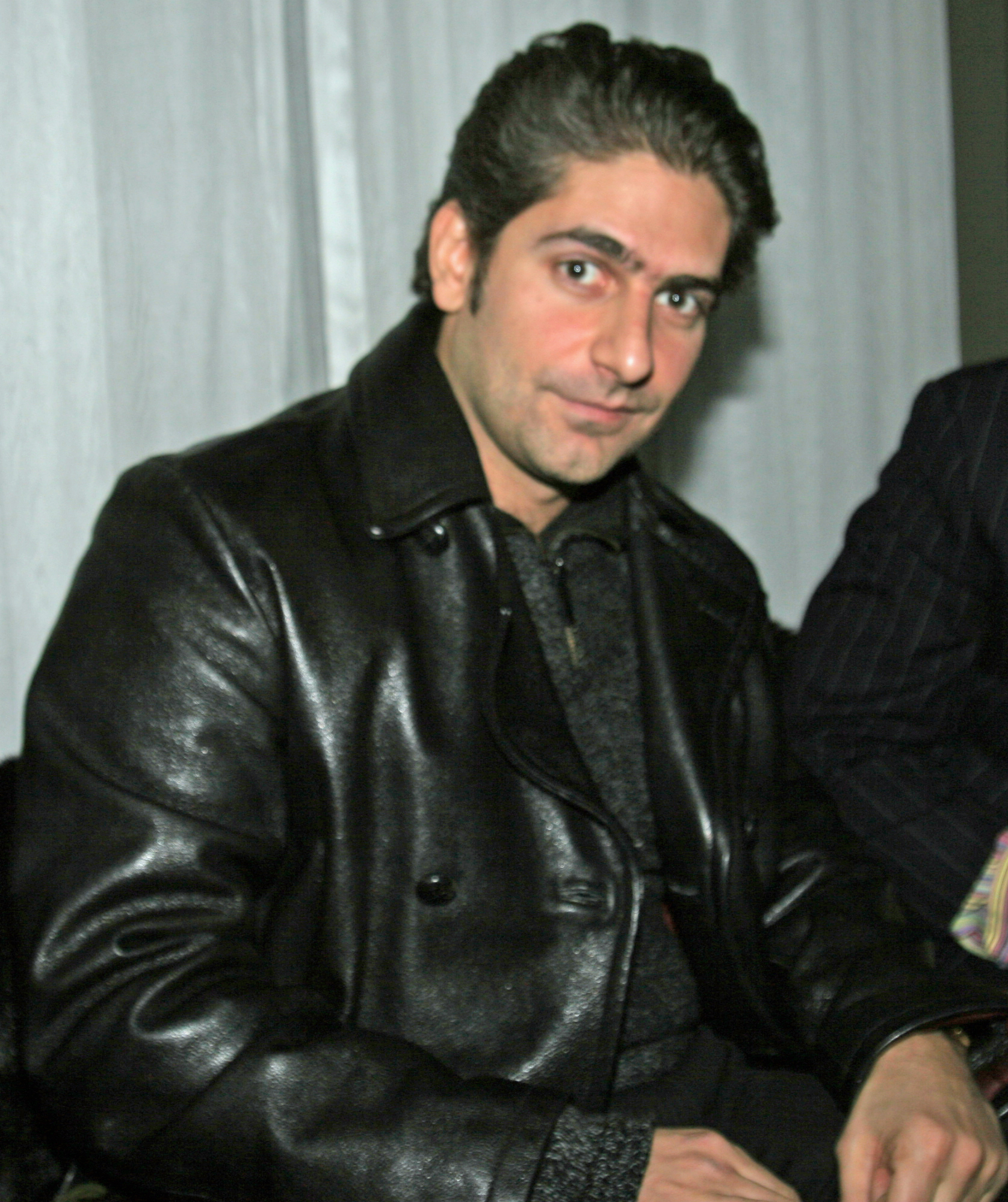
Imperioli el 2005

Imperioli ha estat nominat a dos Globus d'Or i cinc premis Emmy pel paper de Christopher Moltisanti a The Sopranos. De fet, va guanyar un Emmy per a la cinquena temporada d'aquesta sèrie el 2004.
A més del paper a The Sopranos, Imperioli ha aparegut en diverses pel·lícules, com Goodfellas, Jungle Fever, Bad Boys, Malcolm X, The Basketball Diaries, Clockers, Dead Presidents, Girl 6, My Baby's Daddy, Lean on Me, I Shot Andy Warhol, Last Man Standing, Shark Tale, High Roller: The Stu Ungar Story, i Summer of Sam, que també va coescriure i coproduir. També va escriure cinc episodis per a The Sopranos.